# مسمخلين
مَسمِخلين أو (نقحرة: ماسميخيلين) هي municipality تقع على نهر الميز في المقاطعة البلجيكية لِمبُرخ.

## توأمة
لمَسمِخلين اتفاقيات توأمة مع كل من:
- أوستوني
- ترياندريا
- شكوفجا لوكا
- ستاين
- Ruifang District [الإنجليزية]‏
- بلدية تشواني [الإنجليزية]‏

## أعلام
- رونالد جانسين
- باتريك ستيفنز
- نيكو كلايسين
- ماركو أوسبيتالييري
- جون تيرا